# شبكة إدراكية
في شبكات الاتصالات، تعتبر الشبكة المعرفية أو بالإنجليزية (Cognitive Network) نوعاً جديداً من شبكات البيانات التي تستخدم أحدث التقنيات من عدة مجالات بحثية (مثل التعلم الآلي، تمثيل المعرفة، شبكة الحاسب، إدارة الشبكات) لحل بعض المشكلات التي تواجهها الشبكات الحالية. تختلف الشبكة المعرفية عن الراديو المعرفي (CR) حيث إنها تغطي جميع طبقات نموذج OSI (ليس فقط الطبقات 1 و 2 كما هو الحال مع CR ).

## نبذة في التاريخ
قدم Theo Kantor التعريف الأول للشبكة المعرفية في بحثه للدكتوراه في KTH ، والمعهد الملكي للتكنولوجيا، ستوكهولم، بما في ذلك عرض في يونيو 1998 للشبكة المعرفية كشبكة مع ذاكرة. كان ثيو طالباً في Chip Maguire الذي كان أيضاً يقدم المشورة لجو ميتولا (Joe Mitola)، منشئ الراديو المعرفي. ركز Mitola على الإدراك في العقد، بينما ركز Kantor على الإدراك في الشبكة. تتضمن أطروحة Mitola's Licentiate ، المنشورة في شهر أغسطس بعام 1999، الاقتباس التالي: «بمرور الوقت، يمكن أن تتعلم الشبكة الممكّنة لـ RKRL [لغة تمثيل المعرفة اللاسلكية] التمييز بين ميزة البيئة الطبيعية التي لا تتطابق مع النماذج. يمكن أن تعلن عن الأخطاء إلى شبكة المعرفية.» هذا هو النشر الأقدم للشبكة المعرفية المفاهيمية، حيث نشرت كانتور لاحقاً بعض الشيء.
حرض تحدي شبكات آي بي إم المستقلة عام 2001 على إدخال دورة الإدراك في الشبكات. يوفر الراديو المعرفي وشبكات Kantor الإدراكية والشبكات المستقلة من IBM الأساس للتطور الموازي للشبكات اللاسلكية المعرفية والشبكات المعرفية الأخرى. في عام 2004، قام بيتري ماهونين (Petri Mahonen)، الذي يعمل حالياً في RWTH ، Aachen، وعضو لجنة الدكتوراه في Mitola بتنظيم أول ورشة عمل دولية حول الشبكات اللاسلكية المعرفية في Dagstuhl ، ألمانيا. بالإضافة إلى ذلك، طورت برامج الاتحاد الأوروبي E2R و E3 نظرية الشبكة المعرفية تحت عنوان شبكات التنظيم الذاتي والشبكات ذاتية الإدراك وما إلى ذلك. تم إجراء إحدى محاولات تعريف مفهوم الشبكة المعرفية في عام 2005 بواسطة Thomas et al.  ويستند إلى فكرة أقدم عن طائرة المعرفة التي وصفها كلارك (Clark) وآخرون معه، في عام 2003 .  BS Manoj et al. اقترح نظام شبكة المعرفة المعرفية الكاملة في عام 2008. ومنذ ذلك الحين، ظهرت العديد من الأنشطة البحثية في المنطقة. كشفت بعض من الإستبيانات  وبعض الكتب والإحصائيات عن بعض هذه الجهود.
«طائرة المعرفة» أو بالإنجليزية (The Knowledge Plane) عبارة عن «نظام واسع الانتشار داخل الشبكة يقوم بإنشاء وصيانة نماذج عالية المستوى لما يفترض أن تقوم به الشبكة، من أجل توفير الخدمات والمشورة لعناصر أخرى من الشبكة». 
تم تطوير مفهوم الشبكة المعرفية الكبيرة في عام 2008 من قبل سونج (Song)،  حيث تم تعريف خطة المعرفة بوضوح للشبكات اللاسلكية واسعة النطاق باعتبارها المعرفة حول توفر الطيف الخاص بالراديو والمحطات اللاسلكية.

## تعاريف
توماس وآخرون معه قد  حددوا الشبكة المعرفية على أنها شبكة ذات عملية معرفية يمكنها أن تتصور ظروف الشبكة الحالية، وتخطط، وتقرر، وتتصرف بناءً على هذه الشروط، وفوق كل ذلك، يمكنها بأن تتعلم من عواقب تصرفاتها، كل ذلك مع اتباع الأهداف من البداية إلى النهاية. هذه الحلقة، حلقة الإدراك، تستشعر البيئة، وتخطط لإجراءات وفقاً للمدخلات المستمدة من أجهزة الاستشعار وسياسات الشبكة، وتقرر أي سيناريو يناسب غرضها من طرف إلى آخر باستخدام محرك الاستدلال، ويعمل أخيراً على السيناريو المختار كما تمت مناقشته في القسم السابق. يتعلم النظام من الماضي (المواقف والخطط والقرارات والإجراءات) ويستخدم هذه المعرفة لتحسين القرارات في المستقبل.
لا يشير تعريف الشبكة المعرفية هذا بصراحة إلى معرفة الشبكة؛ فهو يصف فقط الحلقة المعرفية ويضيف أهدافاً من طرف إلى طرف تميزها عن الشبكة المعرفية أو ما يسمى الطبقات المعرفية. يبدو أن تعريف الشبكة المعرفية هذا غير مكتمل لأنه يفتقر إلى المعرفة وهو عنصر مهم في النظام المعرفي كما تمت مناقشته في،  و.
يقدم كل من Balamuralidhar و Prasad  نظرة مثيرة للاهتمام لدور تمثيل المعرفة الأنطولوجية: «إن الطبيعة المستمرة لهذا الأنطولوجيا تتيح الاستباقية والمتانة لـ» الأحداث الجهلة «في حين أن الطبيعة الوحدية تتيح عمليات التكيف من طرف إلى طرف.»
في،  يُنظر إلى الشبكة المعرفية على أنها شبكة اتصال مدعومة بمستوى معرفة يمكنه أن يمتد رأسيًا فوق الطبقات (باستخدام تصميم الطبقات المتقاطعة) و / أو أفقياً عبر التقنيات والعقد (تغطي بيئة غير متجانسة). يحتاج مستوى المعرفة إلى عنصرين على الأقل: أولاً: تمثيل المعرفة ذات الصلة حول النطاق (الجهاز، الشبكة المتجانسة، الشبكة غير المتجانسة، إلخ)؛ ثانياً: حلقة الإدراك التي تستخدم تقنيات الذكاء الاصطناعي داخل دولها (تقنيات التعلم، تقنيات صنع القرار، وما إلى ذلك).
علاوة على ذلك، في  و  ، تم اقتراح بنية شبكة مفصّلة عبر الطبقات من أجل الشبكات المعرفية، حيث يتم تفسير الشبكة المعرفية على أنها شبكة يمكنها استخدام كل من الطيف الخاص بـ «الراديو» وموارد المحطة اللاسلكية في الوقت المناسب، بناءً على معرفة توفر هذا المورد. منذ أن تم تطوير «الراديو المعرفي» كمستقبل إرسال لاسلكي يمكنه استخدام قنوات الطيف بشكل انتهازي (وصول ديناميكي للطيف)، فإن الشبكة المعرفية هي بالتالي شبكة يمكنها تنظيم طيف الراديو المعرفي بشكل انتهازي.

## هندسة وعمارة الشبكات المعرفية
تم تسمية بنية الشبكة المتقاطعة للشبكة المعرفية في  أيضاً باسم الترابط اللاسلكي المضمن (EWI) بدلاً من مكدس بروتوكول توصيل النظام المفتوح (OSI). تعتمد بنية الشبكة المعرفية على تعريف جديد للربط اللاسلكي. يتم إعادة تعريف الروابط اللاسلكية المجردة الجديدة على أنها عمليات تعسفية مشتركة بين مجموعة من العقد اللاسلكية المجاورة (المتقاربة /أو القريبة). بالمقارنة، تعتمد الشبكات اللاسلكية التقليدية على «روابط سلكية افتراضية» من نقطة إلى نقطة مع زوج محدد مسبقاً من العقد اللاسلكية والطيف المخصص.
تتضمن بنية الشبكة هذه أيضاً المبادئ الأساسية الثلاثة التالية:
- تجريد الوصلة الوظيفية : بناءً على تعريف الارتباط اللاسلكي المجرد، يتم تنفيذ وحدات الارتباط اللاسلكي في العقد اللاسلكية الفردية، والتي يمكنها إعداد أنواع مختلفة من الارتباطات اللاسلكية المجردة. وفقاً للتجارب الوظيفية، يمكن أن تشمل فئات وحدات الارتباط اللاسلكي: البث، البث الأحادي، البث المتعدد، وتجميع البيانات، وما إلى ذلك. لذلك، يمكن دمج وظائف الشبكة في تصميم وحدات الارتباط اللاسلكي. ينتج عن هذا أيضاً طبقتان هرميتان كقواعد معمارية، بما في ذلك طبقة النظام وطبقة الارتباط اللاسلكي، على التوالي. توفر طبقة الارتباط اللاسلكي السفلية مكتبة وحدات الارتباط اللاسلكي إلى طبقة النظام العلوي؛ تقوم طبقة النظام بتنظيم وحدات الارتباط اللاسلكي لتحقيق برمجة تطبيقات فعالة.
- الروابط اللاسلكية الانتهازية : عند تحقيق مفهوم الشبكات اللاسلكية المعرفية، يتم تحديد كل من الطيف المشغول والعقد المشاركة في ارتباط لاسلكي مجردة بشكل مناسب من خلال توفرها الفوري. يقرر هذا المبدأ تصميم وحدات الارتباط اللاسلكي في طبقة الارتباط اللاسلكي. يمكن تحسين أداء النظام باستخدام نطاق شبكة أكبر، حيث أن كثافة الشبكة الأعلى توفر تنوعاً إضافياً في التكوين الانتهازي لأي ارتباطات لاسلكية مجردة.[10]
- الفصل العالمي لجودة الخدمة (QoS): يتم فصل الخدمة الشاملة للشبكة QoS (جودة الخدمة) في المتطلبات المحلية للعمل المشترك في العقد اللاسلكية المجاورة، أي جودة الخدمة اللاسلكية QoS. وبشكل أكثر تحديداً، من خلال فصل جودة الخدمة على مستوى التطبيق العالمي، يسمح لطبقة النظام بتنظيم وحدات الارتباط اللاسلكي التي توفرها طبقة الارتباط اللاسلكي بشكل أفضل. على سبيل المثال، من خلال فصل جودة الخدمة على مستوى الشبكة العالمية، مثل الإنتاجية والتأخير من طرف إلى طرف ورجف التأخير، يمكن أن يحقق تصميم وحدة الارتباط اللاسلكي متطلبات جودة الخدمة العالمية. استناداً إلى وحدات الارتباط اللاسلكي المقدمة، يمكن أن يكون التعقيد في العقد الفردية مستقلاً عن نطاق الشبكة.

توفر وحدات الارتباط اللاسلكي لمصممي النظام تجريدات شبكة مفتوحة قابلة لإعادة الاستخدام، حيث يمكن تحديث الوحدات بشكل فردي، أو يمكن إضافة وحدات جديدة إلى طبقة الارتباط اللاسلكي. يمكن أن تكون المرونة العالية والمرونة ضرورية لتطوير التطبيقات الوسيطة أو التطبيقات.
EWI هي أيضاً بنية نمط التنظيم، حيث تنظم طبقة النظام وحدات الارتباط اللاسلكي (في طبقة الارتباط اللاسلكي)؛ يمكن لوحدات الارتباط اللاسلكي للنظراء تبادل معلومات إدارة الوحدة النمطية عن طريق حشو رؤوس حزم البيانات إلى وحدات معلومات طبقة النظام.
تم اقتراح خمسة أنواع من الوحدات النمطية للارتباط اللاسلكي، بما في ذلك البث، البث الأحادي النظير، البث المتعدد، الإرسال الأحادي، وتجميع البيانات، على التوالي. يمكن إضافة أنواع تعسفية أخرى من الوحدات، لتأسيس أنواع أخرى من الروابط اللاسلكية المجردة دون قيود. على سبيل المثال، تقوم وحدة البث ببساطة بنشر حزم البيانات على العقد المحيطة. تستطيع وحدة البث الأحادي النظير توصيل حزم البيانات من المصدر إلى الوجهة عبر القفزات اللاسلكية المتعددة. ترسل الوحدة النمطية للإرسال المتعدد حزم بيانات إلى وجهات متعددة، مقارنةً بالرسالة أحادية الند للند. يمكن أن تكون وحدة الإرسال الأحادي مفيدة بشكل خاص في شبكات الاستشعار اللاسلكية، التي تستخدم إمكانات أعلى لهواة جمع البيانات (أو المصارف)، وذلك لتحقيق تسليم أفضل للبيانات. تقوم وحدة تجميع البيانات بجمع البيانات المتعلقة بالسياق وتجميعها من مجموعة من العقد اللاسلكية القريبة.
يتم تعريف نقطتي وصول إلى الخدمة (SAP) على الواجهة بين طبقة النظام وطبقة الارتباط اللاسلكي، وهما WL_SAP (Wireless Link SAP) و WLME_SAP (كيان إدارة الارتباط اللاسلكي SAP)، على التوالي. يتم استخدام WL_SAP لمستوى البيانات، في حين يتم استخدام WLME_SAP لمستوى الإدارة. يتم استخدام SAPs بواسطة طبقة النظام في التحكم في جودة خدمة وحدات الارتباط اللاسلكي.

## إنظر أيضاً
- مبدأ نهاية إلى نهاية